# Сент-Альбан (Кот-д’Армор)
Сент-Альба́н (фр. Saint-Alban, брет. Sant-Alvan, галло Saent-Alban) — коммуна во Франции, находится в регионе Бретань. Департамент — Кот-д’Армор. Входит в состав кантона Пленёф-Валь-Андре. Округ коммуны — Сен-Бриё.
Код INSEE коммуны — 22273.

## География
Коммуна расположена приблизительно в 360 км к западу от Парижа, в 80 км северо-западнее Ренна, в 18 км к востоку от Сен-Бриё.

## Население
Население коммуны на 2016 год составляло 2 152 человека.
| 1962 | 1968 | 1975 | 1982 | 1990 | 1999 | 2008 | 2016 |
| ---- | ---- | ---- | ---- | ---- | ---- | ---- | ---- |
| 1078 | 1140 | 1194 | 1548 | 1662 | 1575 | 1882 | 2152 |

## Администрация
| Период | Период | Фамилия     | Партия        | Примечания |
| ------ | ------ | ----------- | ------------- | ---------- |
| 2001   | 2008   | Рене Мишель |               |            |
| 2008   |        | Андре Гоме  | Разные правые | фермер     |

## Экономика
В 2007 году среди 1154 человек в трудоспособном возрасте (15—64 лет) 837 были экономически активными, 317 — неактивными (показатель активности — 72,5 %, в 1999 году было 68,2 %). Из 837 активных работали 776 человек (424 мужчины и 352 женщины), безработных было 61 (26 мужчин и 35 женщин). Среди 317 неактивных 96 человек были учениками или студентами, 134 — пенсионерами, 87 были неактивными по другим причинам.

## Достопримечательности
- Замок Бьенасси (XV век). Исторический памятник с 2013 года[3]
- Часовня Сен-Жак-ле-Мажёр (XIV век). Исторический памятник с 1912 года[4]

## Фотогалерея
- Часовня Сен-Жак-ле-Мажёр
- Часовня Сен-Жак-ле-Мажёр
- Карта коммуны